# Чемпионат мира по софтболу среди женщин 1974
3-й чемпионат мира по софтболу среди женщин 1974 года проводился в городе Стратфорд (штат Коннектикут, США) с 13 по 20 июля с участием 15 команд. В США, штате Коннектикут и городе Стратфорд женский чемпионат мира проводился впервые.
Чемпионом мира стала (впервые в своей истории) сборная США, победив в финале сборную Японии со счётом 3:0. Третье место заняла сборная Австралии, победившая в матче за 3-е место сборную Филиппин со счётом 4:0.
В чемпионате мира впервые принимали участие сборные Американских Виргинских островов, Бермудских островов, Венесуэлы, Италии, Нидерландов, Пуэрто-Рико и ЮАР.

## Итоговая классификация
| Место | Команда                         |
| ----- | ------------------------------- |
| 1     | США                             |
| 2     | Япония                          |
| 3     | Австралия                       |
| 4     | Филиппины                       |
| 5     | Китайский Тайбэй                |
| 6     | Нидерланды                      |
| 7     | Канада                          |
| 8     | Италия                          |
| 9     | Новая Зеландия                  |
| 10    | ЮАР                             |
| 11    | Бермудские Острова              |
| 12    | Мексика                         |
| 13    | Пуэрто-Рико                     |
| 14    | Американские Виргинские острова |
| 15    | Венесуэла                       |